# Nikita Barinov
Nikita Romanovič Barinov (in russo Никита Романович Баринов?; Mosca, 21 gennaio 1991) è un cestista russo.

## Carriera
Con la Russia ha partecipato alle Universiadi di Gwangju 2015.